# درخت گلوله توپ
درخت گلوله توپ (نام علمی: Couroupita guianensis) نام یک گونه از رده دولپه‌ای‌ها است. درختان گلوله توپ در هند به نام شیو کمال یا کایلاشپاتی شناخته می‌شوند و نمادی از شیوا، خدای معروفی که بخشی از سه‌گانه هندو است، در نظر گرفته می‌شوند. شیوا اغلب در تصاویر با مار کبری به دور گردنش به تصویر کشیده می‌شود و معانی مختلفی از مار نمادین وجود دارد که از تجلی نفس گرفته تا عشق و تسلط شیوا بر حیوانات را شامل می‌شود. بسیاری از هندوها بر این باورند که گلهای گلوله توپ شبیه مار کبری کلاهدار است که نمادی از شیوا است و درختان اغلب در معابدی که به شیوا در سراسر هند اختصاص داده شده کاشته می‌شوند. هنگامی که درختان شکوفا می‌شوند، گل‌ها را نیز به شیوا تقدیم می‌کنند و به عنوان تزئین اطراف زیارتگاه‌ها استفاده می‌شود.

## نگارخانه

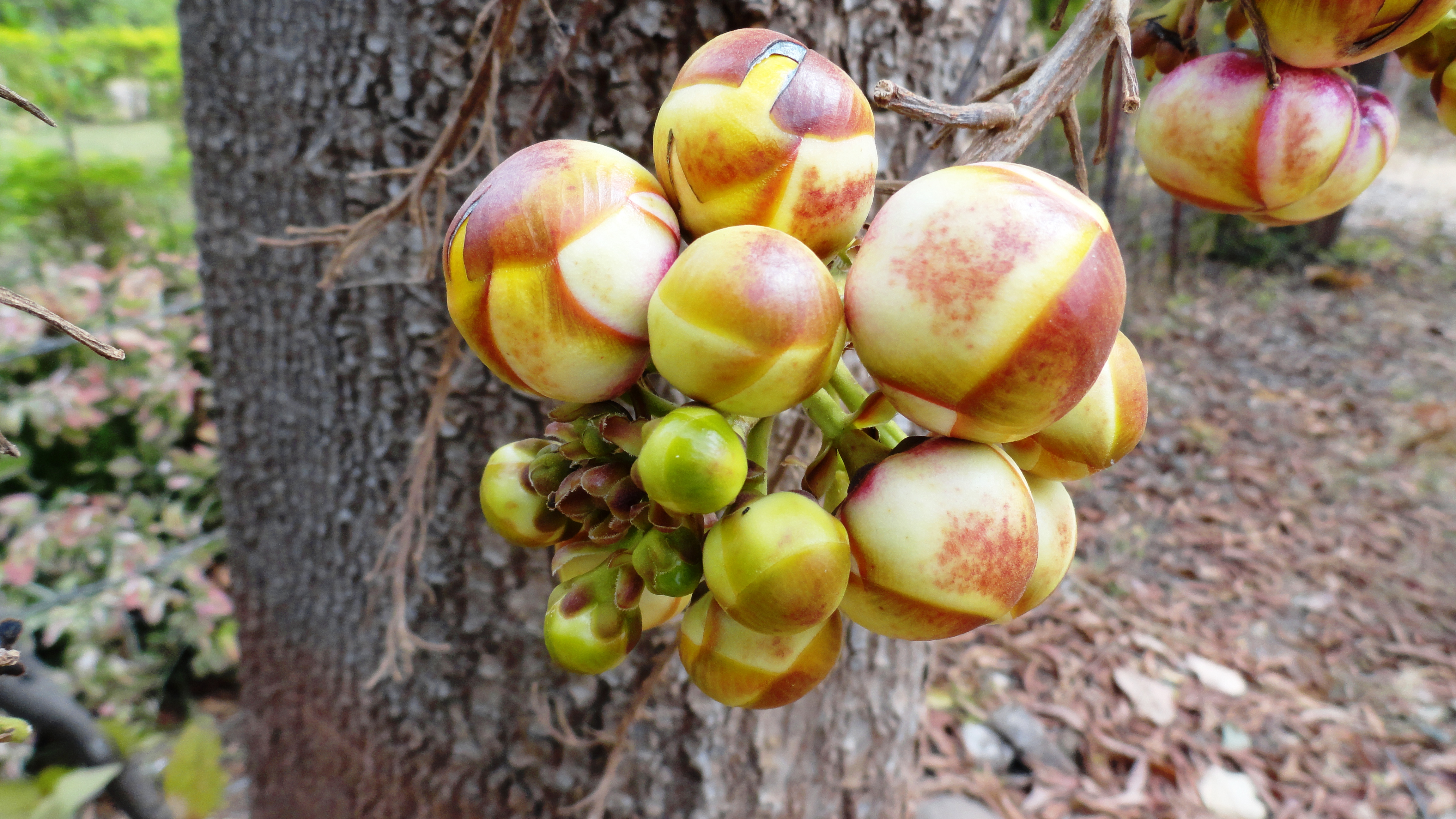
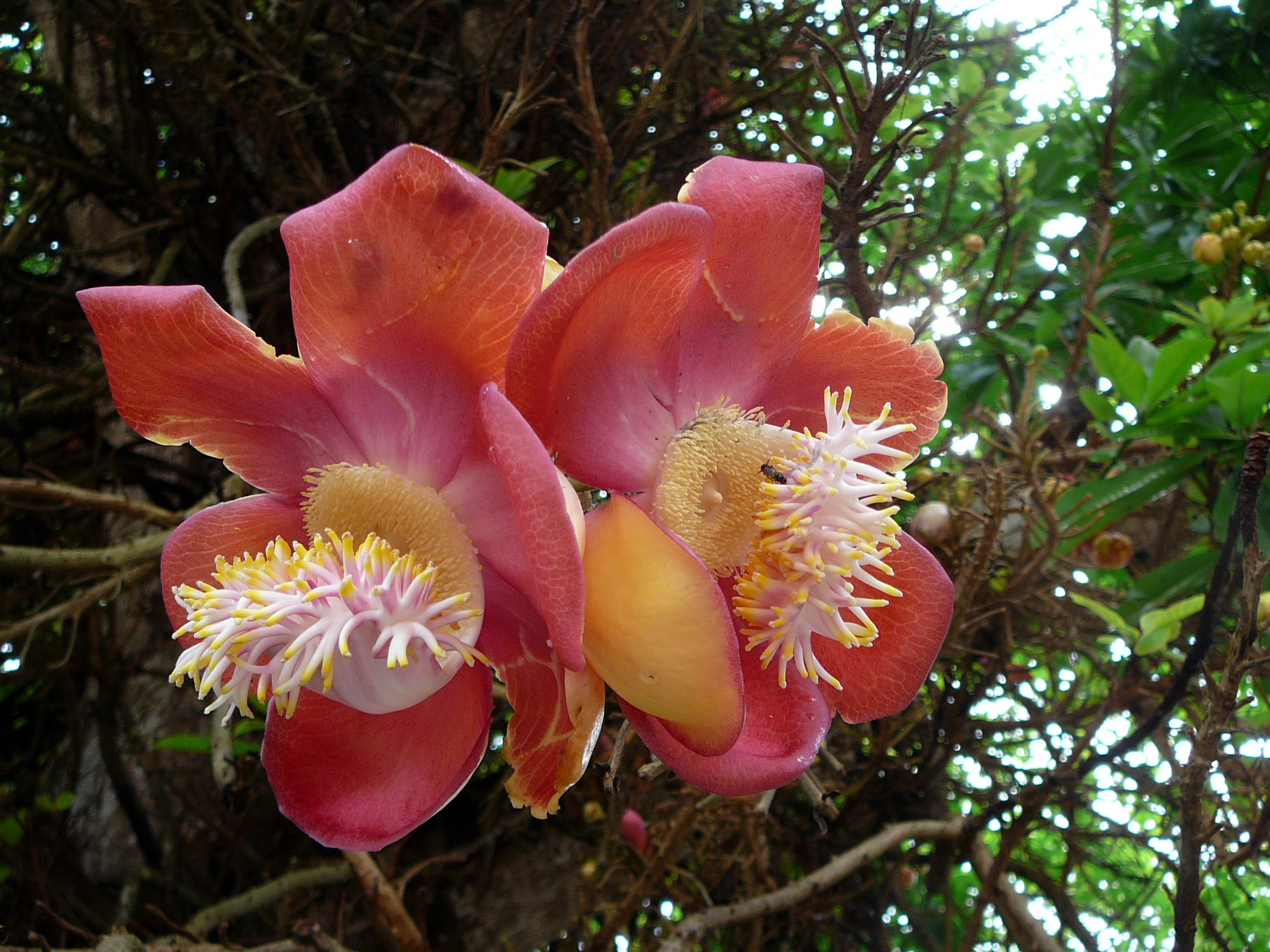
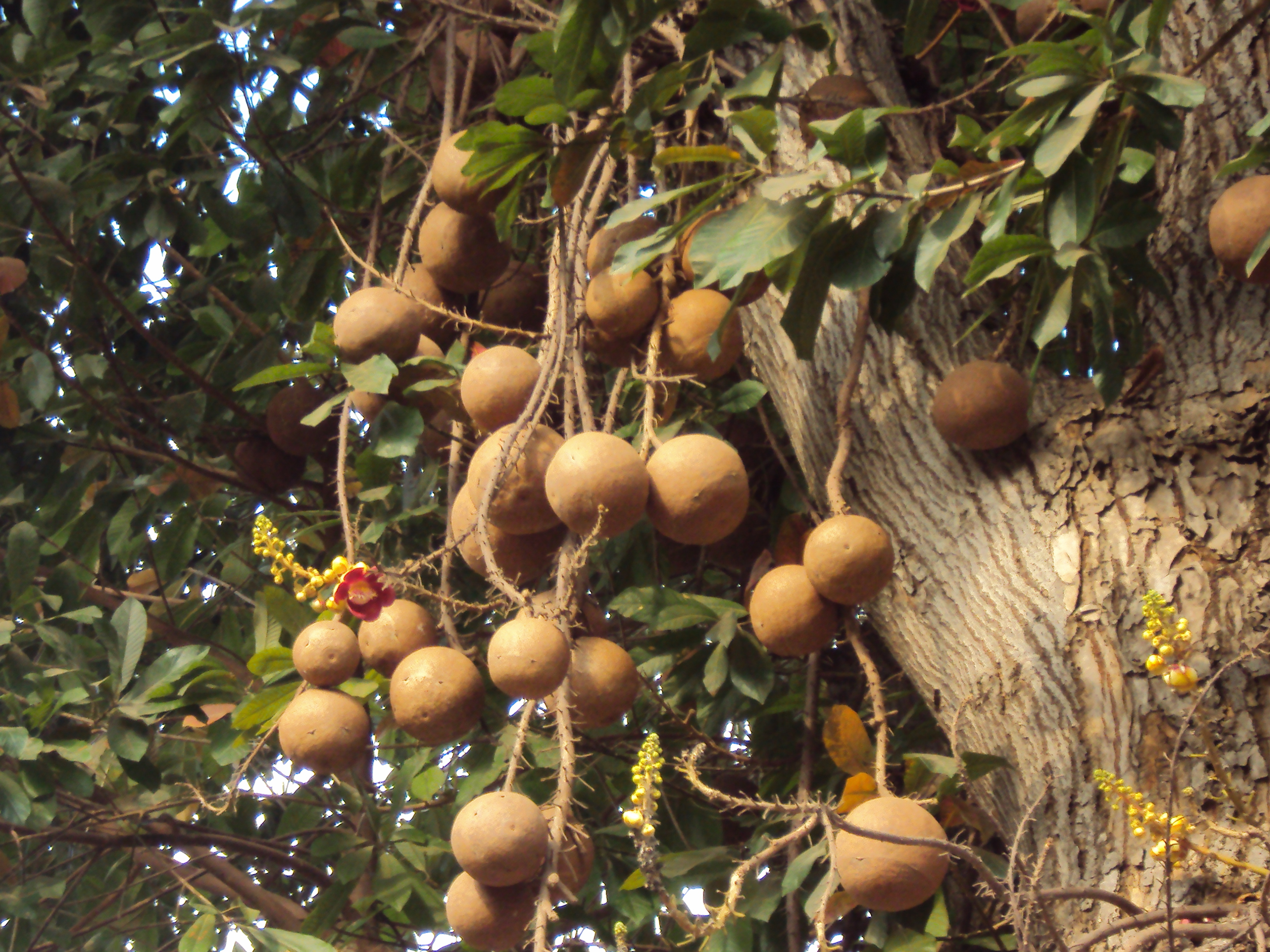
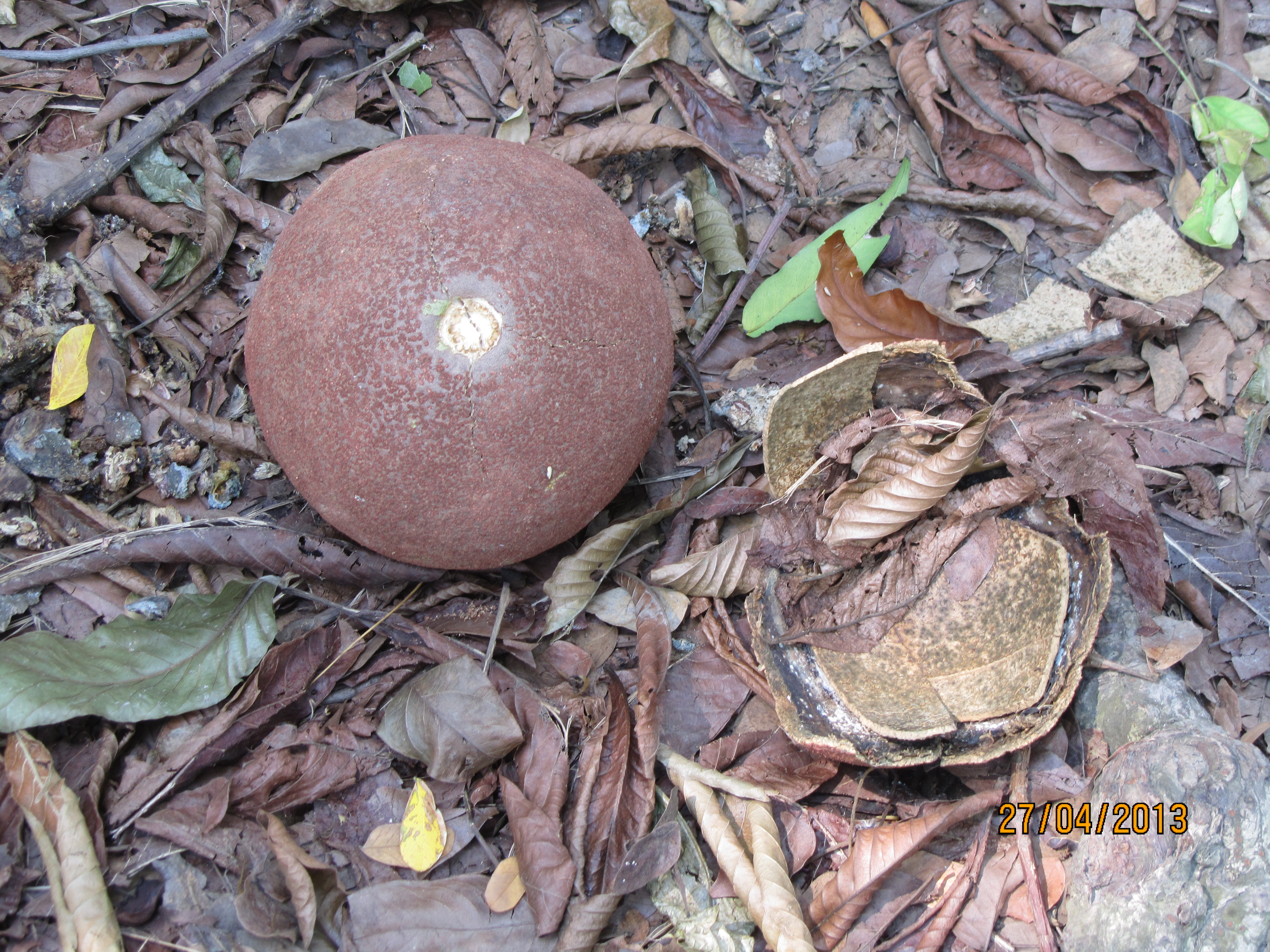
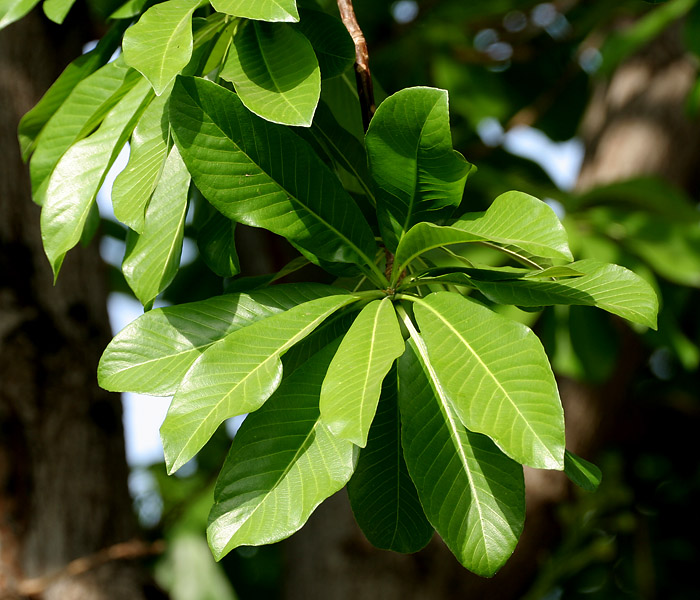
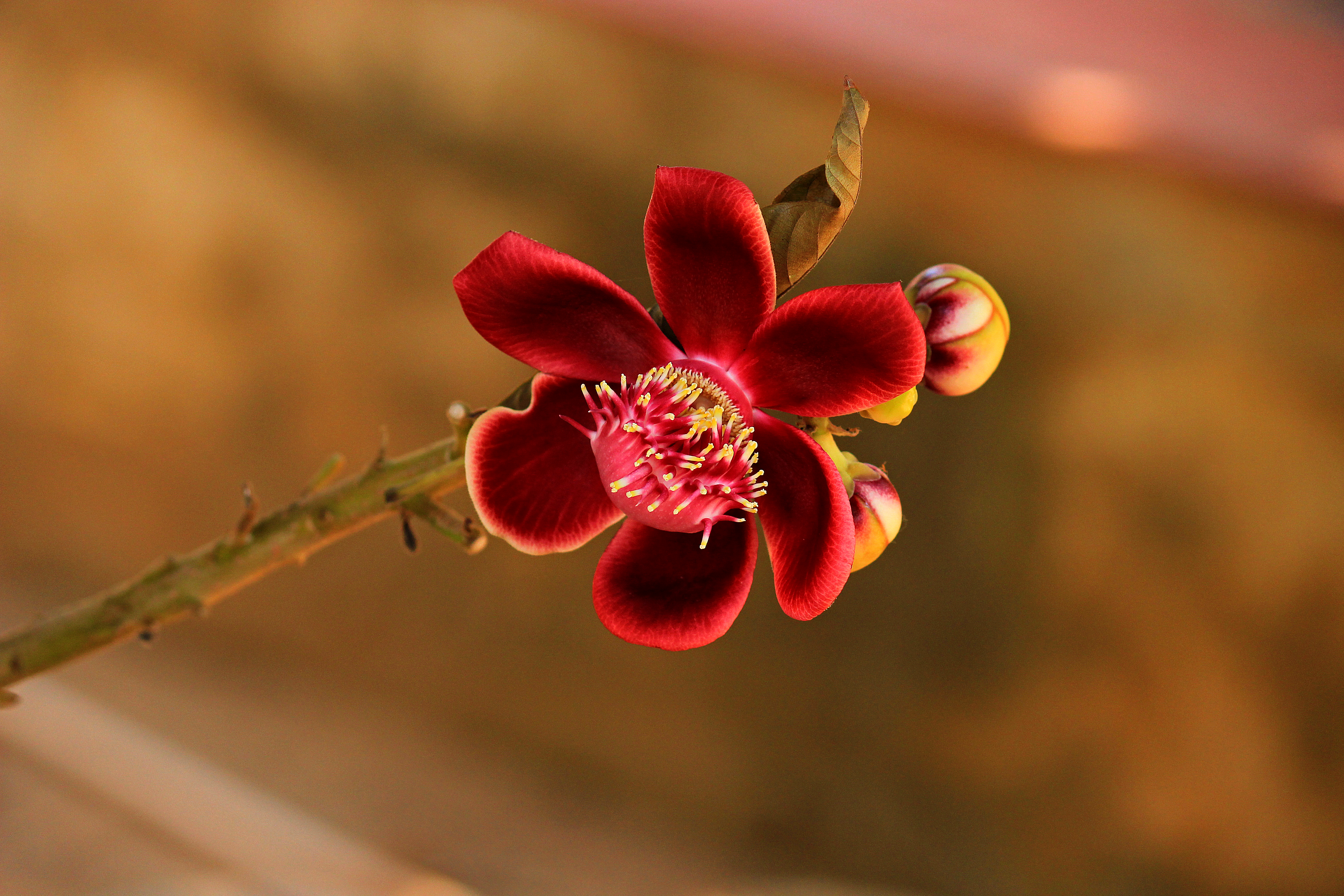
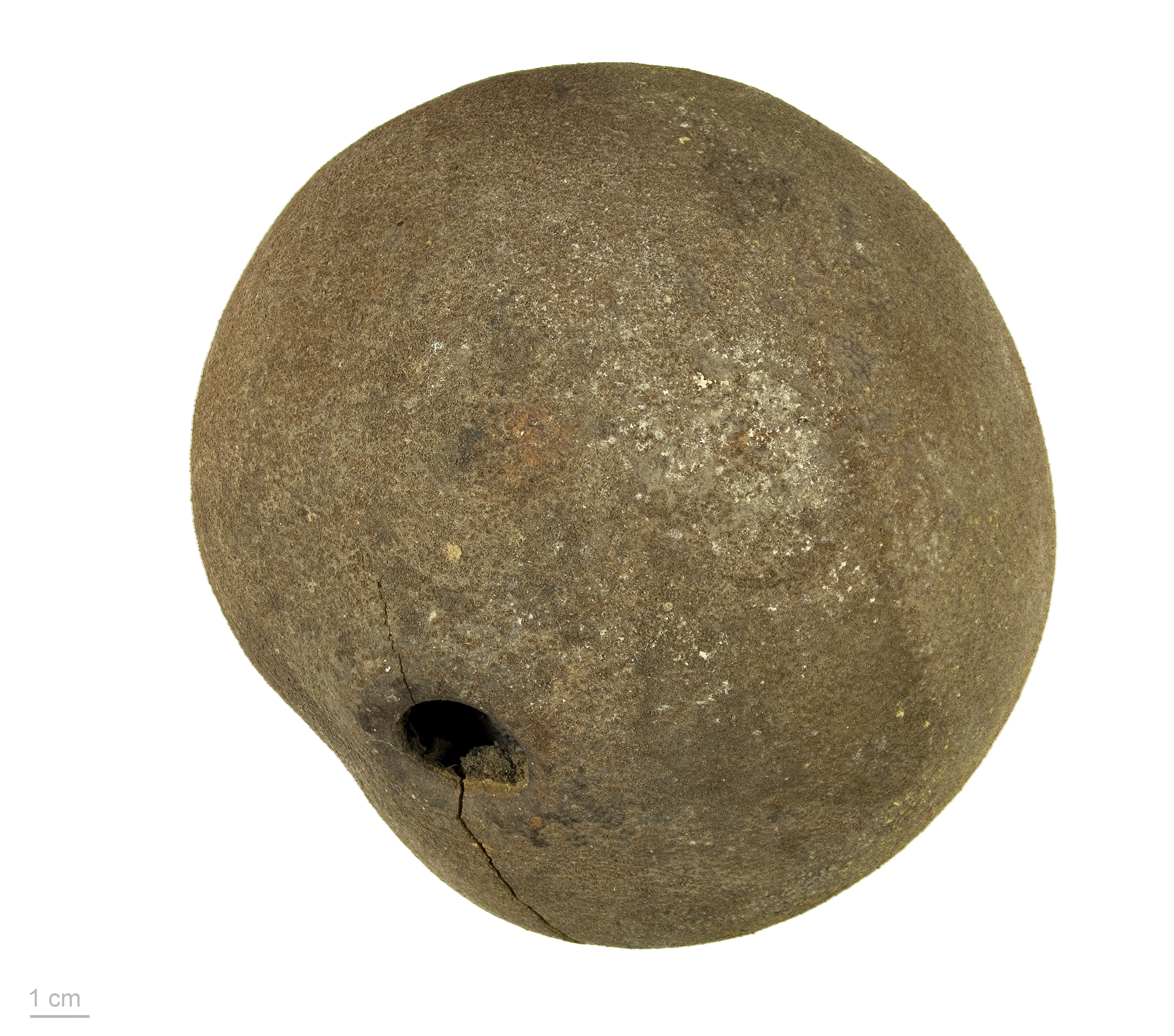